# 사마타
사마타(奢摩他, Samatha)는 고요함을 개발하는 불교의 명상법이다. 위빠사나가 관조, 관찰을 하는 명상법인 반면에, 사마타는 고요함, 적멸, 사마디(삼매)를 목표로 하는 명상이다. 계정혜삼학의 정에 해당하며, 지관에서 지를 의미한다. 정이나 지는 인도어 사마타를 한역한 것이다.

## 해설
사마타(samatha, 止)는 팔리어로서, sama는 고요함, 평정, 평화의 의미이다. tha는 지키다, 머물다, 어떤 상태로 남겨지다는 동사이다. 한역에서는 이것을 멈추다는 의미의 지(止)로 번역했다.
법상종으로 유명한 신라의 원측(圓測: 613~696)은 해심밀경소에서, 사마타를 마음이 어떤 한 대상에 머물도록 하는(令住) 것이라고 정의했다.
2005년 10월 방한한 미얀마의 파욱 아친나 스님은, "불안한 외발수레(위빠사나)를 끌지 말고, 안전한 두 바퀴 수레를 몰아야 한다"며너, 위빠사나 수행의 전제조건으로서 사마타를 닦아야 한다고 설명했다. "사마타를 닦는 이유는 선정을 얻기 위한 것이고, 이를 통해 지혜란 빛을 볼 수 있다. 선정의 힘으로 빛이 나온다. 그 빛을 갖고 위빠사나 수행으로 가는 것"이라고 한다.
선한 삼매에 머물러서 온갖 법을 관찰하는 것을 선한 지혜의 모양이라 하고, 삼매의 모양과 지혜의 모양이 다른 줄로 보지 않는 것을, 버리는 모양[捨相]이라 이름한다. 색의 모양[色相]을 취하고, 색의 항상하거나 무상한 모양을 관찰하지 아니하면 삼매라 이름하고, 색의 항상하거나 무상한 모양을 관찰하면 지혜라 이름하고, 삼매와 지혜가 평등하게 온갖 법을 관찰하면 이것을 버리는 모양이라 이름한다. 사마타(奢摩他)는 능히 없앤다[能滅] 이름하나니 온갖 번뇌를 없애는 연고며, 또 사마타는 능히 조복한다 이름하나니 모든 근의 악하고 선하지 못한 것을 조복하는 연고며, 또 사마타는 고요하다 이름하나니 3업을 고요하게 하는 연고며, 또 사마타는 멀리 여읜다 이름하나니 중생으로 하여금 5욕락을 멀리 여의게 하는 연고며, 또 사마타는 능히 맑힌다 이름하나니 탐욕·성내는 일·어리석음의 흐린 법을 맑히는 연고니라. 이런 뜻으로 선정의 모양[定相]이라 이름한다. 비바사나(毘婆舍那)는 바르게 본다[正見] 이름하며, 또 분명히 본다[了見] 이름하며, 또 능히 본다[能見] 이름하며, 두루 본다[遍見]·차례로 본다[次第見]·딴 모양으로 본다[別相見] 이름하나니, 이것을 지혜라고 한다. 우필차(憂畢叉)는 평등이라 이름하며, 다투지 않는다[不諍] 이름하며, 관찰하지 않는다[不觀] 이름하며, 행하지 않는다[不行] 이름하며, 이것을 사(捨)라 한다.(열반경)

## 팔정도
팔정도 수행을 모두 완성하면 부처가 된다고 하는데, 팔정도 중에서 정견, 정념을 위빠사나 명상, 정사유, 정어, 정업, 정명, 정정진, 정정을 사마타 명상이라고 한다.(사제론) 따라서, 펄정도의 8가지를 모두 각각 완성하면 부처가 된다는 말은, 다른 말로, 사마타 명상과 위빠사나 명상을 둘 다 완성하면, 둘의 어디에도 치우치지 않은 중도를 이루어 부처가 된다고 표현한다.

## 십우도
중국의 십우도는 오늘날 대부분의 한국 불교 사찰에 사찰벽화로 그려져 있다. 티베트 불교에서는 시네뻬리(Zhi gnas dpe ris)라고 한다. 시네(zhi gnas)는 사마타, 뻬리(dpe ris)는 도안의 뜻이다.

## 9차제정
보리심의 광명으로 무명의 어두움을 비추고 지혜의 구슬이 곧 4변(辯)을 내어 모두 발휘하며, 삼명(明)을 증득하여 삼독(毒)이 영원히 멸하고 8고(苦)가 모두 없어져 팔성도(聖道)를 얻는다. 아홉 가지 고뇌[九惱]가 그쳐 9차제정(次第定)을 얻고 10악(惡)을 물리쳐 10일체입(一切入)을 얻으며, 모든 힘이 구족되어 금강보살과 같아지며, 신통이 자재하여 장애가 없어지고 장차 금강 같은 무너지지 않는 몸을 얻기에 불꽃이 일어나는 실지를 얻었다고 한다. 이것이 성취의 법이다.(소바호동자청문경)
9차제정이란 차례로 이어서 닦는 9종의 선정이다. 초선정(初禪定), 2선정(禪定), 3선정(禪定), 4선정(禪定), 공처정(空處定), 식처정(識處定), 무소유처정(無所有處定), 비상비비상처정(非想非非想處定), 멸수상정(滅受想定)이다.
사마타 명상을 선정(禪定)이라고 하는데, 선정(禪定)의 최고경지는 멸진정이다. 멸수상정(滅受想定)이라고도 한다. 석가모니는 29세에 출가하여 1년은 당대 최고의 명상스승을 찾아다녔고, 4년은 세명의 스승에게서 힌두교 요가 명상을 배웠다. 그리고 마지막 1년은 모두 틀렸다고 하여, 독자적인 위빠사나 명상을 개발해서, 보리수 나무 아래에서 수행하여 중도를 성취하였다. 첫째 스승은 고행을 가르쳤고, 둘째 스승은 무소유처정을 가르쳤다. 셋째 스승은 비상비비상처정을 가르쳤다. 비상비비상처정은 힌두교 요가에서 최고의 선정 경지이다. 그러나 석가모니는 비상비비상처정이 공에 치우쳤다고 하여, 위빠사나 명상을 개발해 1년간 참선하여, 중도를 성취했으며, 이 때의 선정 경지를 멸진정이라고 한다.

## 같이 보기
- 지관
- 비파사나
- 정혜쌍수